# Priorato de San Pedro de Carennac
El priorato de San Pedro de Carennac ({´lang-fr|priorat Saint-Pierre de Carennac}}) es un priorato cluniacense francés de fundación medieval que se encuentra situado en el municipio francés de Carennac, situado en el departamento de Lot. Comprende un conjunto arquitectónico formado por los edificios propiamente monásticos y el castillo de la época en que se convirtió en decanato. Inicialmente estaba dedicado a San Sadurní (Saint-Saturnin de Carenac).
La iglesia y el claustro fueron objeto de una clasificación como monumento histórico en 1893 y el castillo en 1938.

## Historia

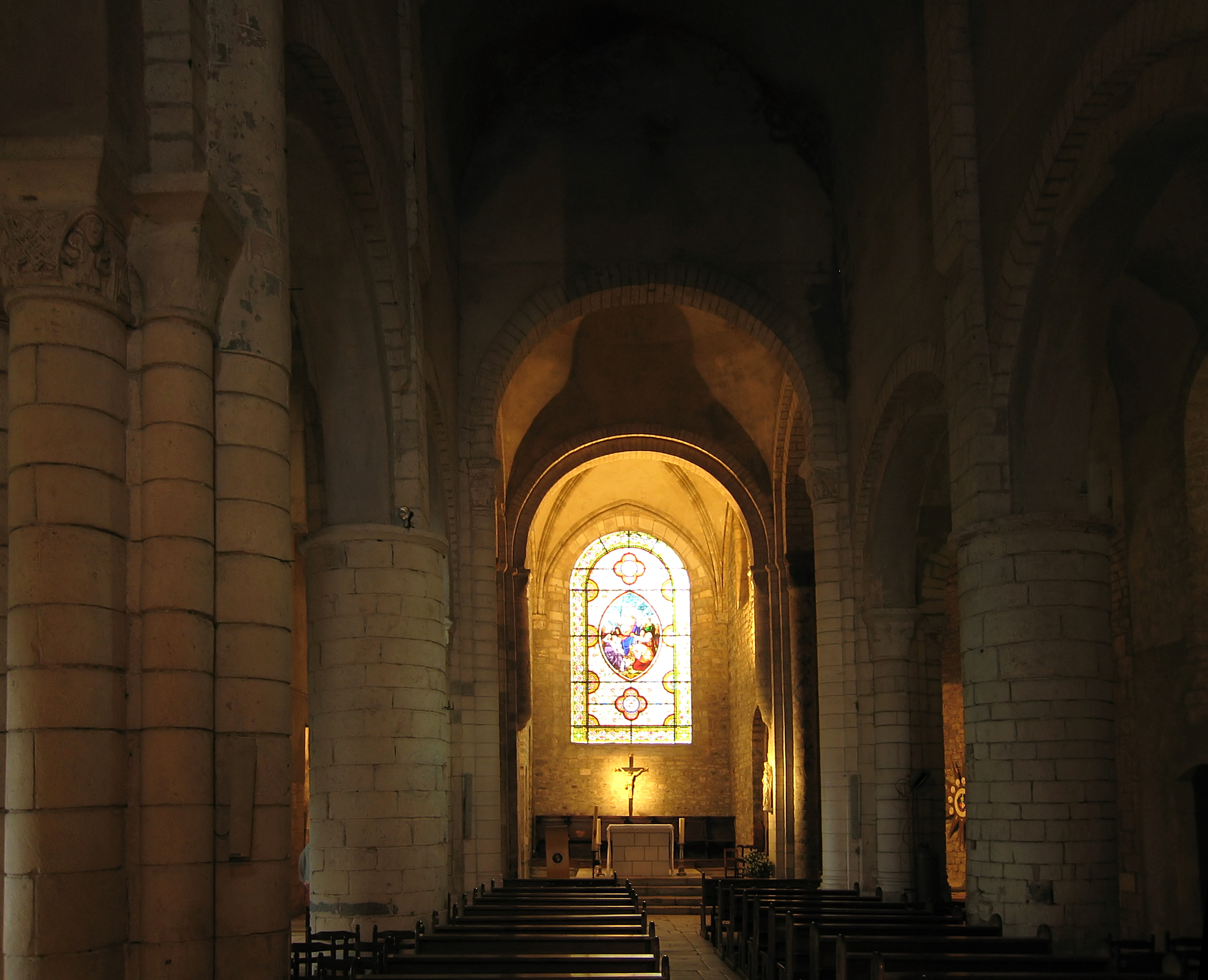
Nave central de la iglesia.

La primera noticia documental del priorato aparece en el 932, cuando la iglesia de Saint-Saturnin de Carenac es dada a la abadía de Beaulieu-sur-Dordogne. Después de un siglo pertenecía al obispo de Cahors y a su hermano, el barón de Gramat, que en el 1047 o 1048 la dieron a san Odilón, abad de  Cluny  que hizo un priorato dependiente de la gran abadía, cambiando su antigua advocación por la de san Pedro, llamándose San Pedro de Carennac. En el siglo XI comenzó la construcción de la iglesia y en el siglo siguiente se añadió el nártex, con su espléndido tímpano.
En 1295 el papa Bonifacio VIII autorizó la conversión de varios prioratos cluniacenses en decanatos (lo que ahora serían arciprestazgos), autorización que fue confirmada por el papa Clemente V en 1311. En 1360, debido a la Guerra de los Cien Años una parte del claustro y las construcciones monásticas quedaron destruidas. En el siglo XV el decano Jean Dubreuilh (1478-1507) impulsó la reconstrucción del claustro. Más adelante, bajo el decanato de Alain de Ferrières (1528-1554), comenzó la construcción del castillo de los Doyens y se añadieron las cinco capillas laterales a la iglesia. A partir de 1516 la casa había pasado a estar dirigida por decanos (o priores) comendatarios.

### Decadencia
En el siglo XVIII entró en decadencia y el seguimiento de la regla benedictina se relajó. Fue suprimido en 1787 con una comunidad de, sólo, cuatro miembros. Con la  revolución fue vendido. La importancia artística que se dio al grupo del Entierro de Cristo evitó que fuera subastado. En 1806 se pudo devolver al culto, luego en 1893, vino la declaración de Monumento Histórico y su restauración.

## Edificios

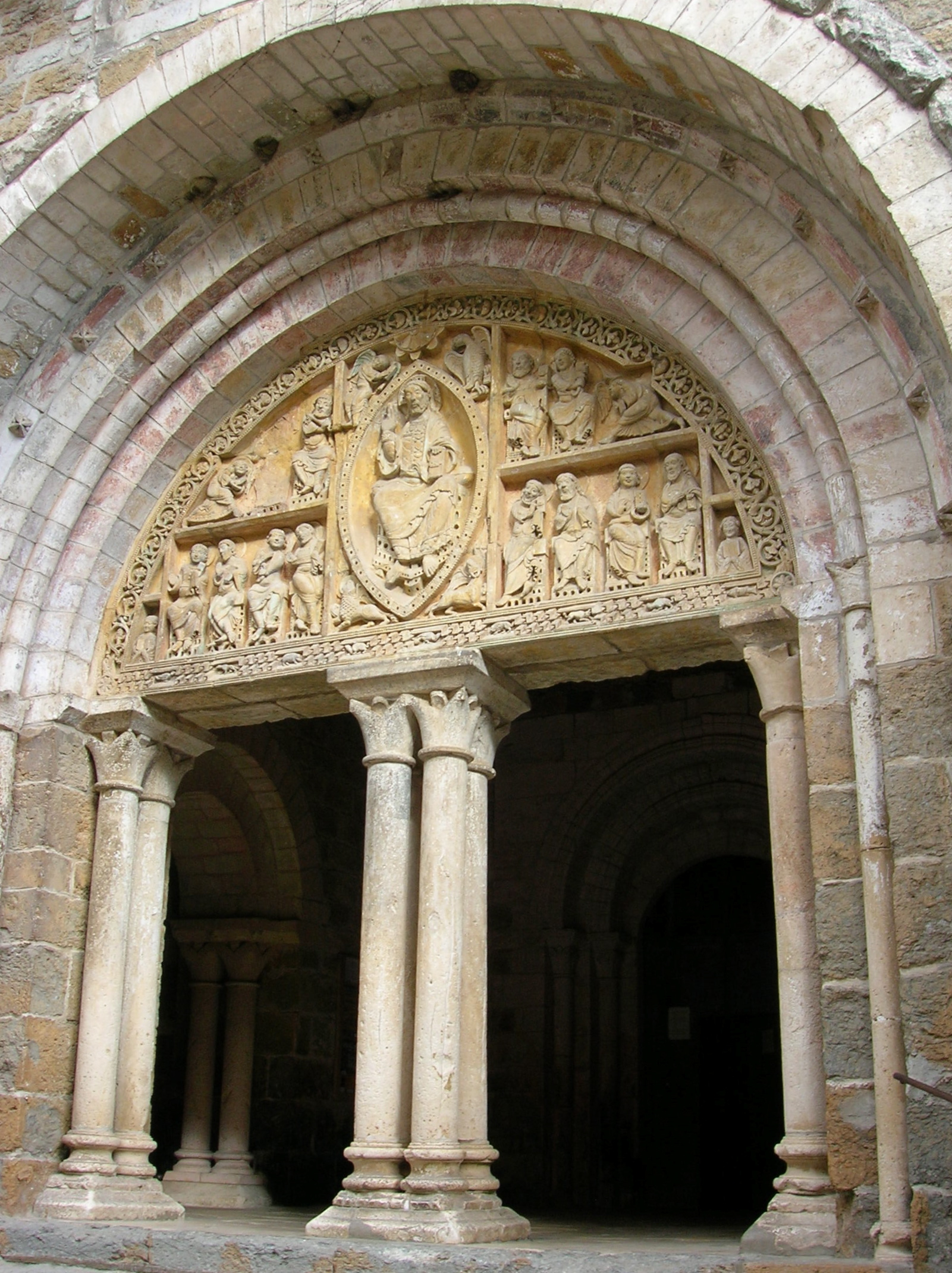
Portada con el tímpano.

### La iglesia
La iglesia del priorato es un antiguo edificio del siglo XI, de tres naves y tres ábsides, el central cuadrado y los laterales semicirculares y encarados con las naves laterales. El lateral norte tiene unas capillas añadidas. El campanario es de base cuadrada. En el siglo XII se añadió un nártex con una portada de medio punto, en el  tímpano de la cual hay un hermoso relieve centrado por un pantocrátor dentro de una mandorla. Este tímpano de grandes dimensiones está soportado por columnas dobles en los extremos y un grupo de cuatro en el centro. El Pantocrátor central está rodeado por los símbolos de los cuatro evangelistas, al lado se encuentran los doce apóstoles dispuestos en dos registros superpuestos y acompañados de ángeles. La cenefa que la rodea tiene decoración vegetal, con pequeños animales.

### Claustro
Tiene una parte románica, con capiteles dobles y muy sencillos y una parte, mayor, gótica, con ventanales que han perdido sus  tracerías. Curiosamente, en un rincón del patio hay una escalera de caracol que conduce al piso superior. Todavía se conserva la antigua sala capitular donde ahora se encuentran diversos elementos artísticos del priorato:

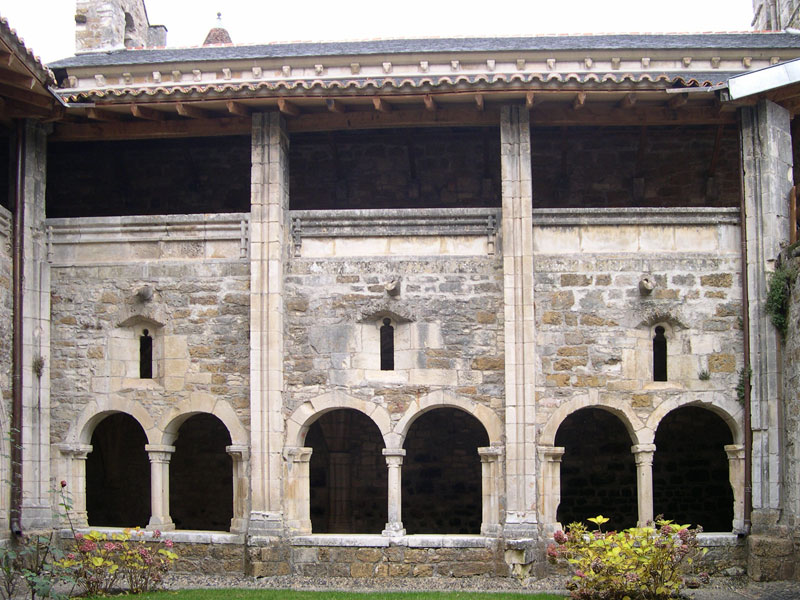
Claustro románico.
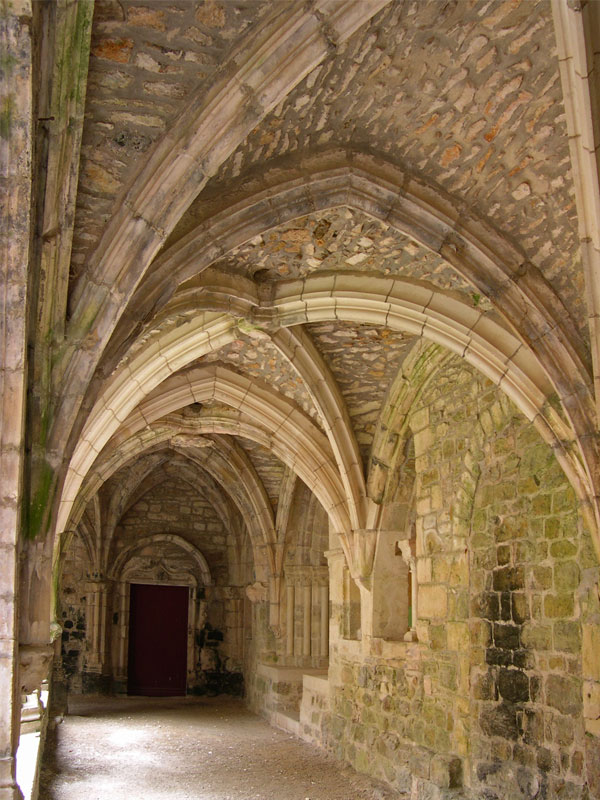
Galería del claustro.
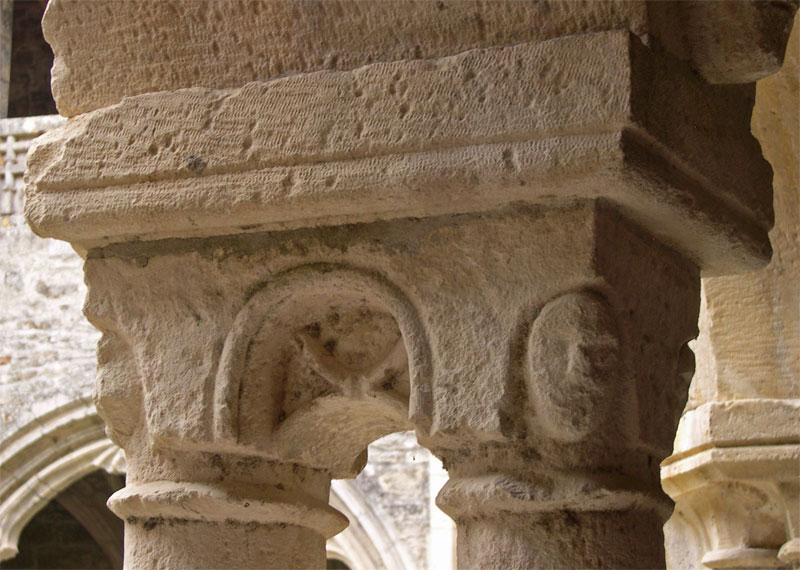
Capiteles del claustro.
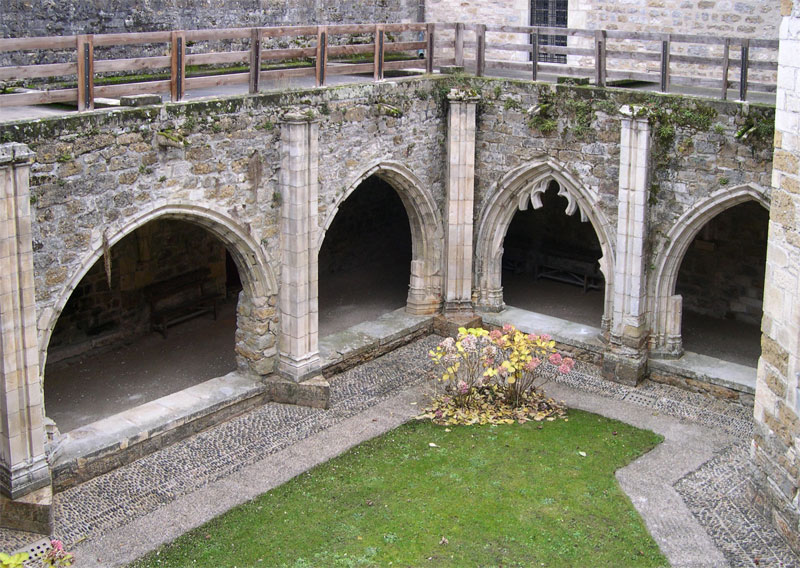
Galería gótica.

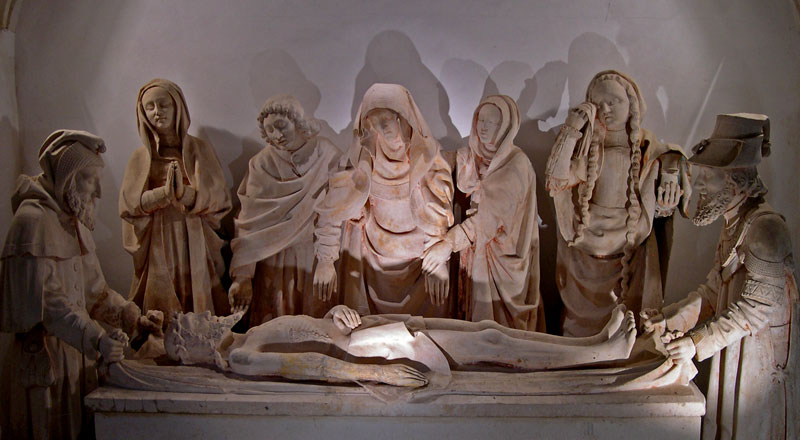
Entierro de Cristo.

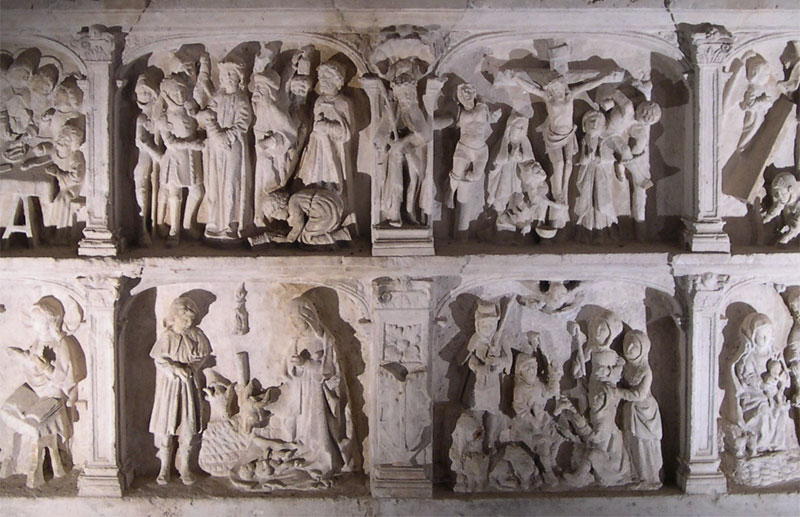
Relieve de la Vida de Cristo.

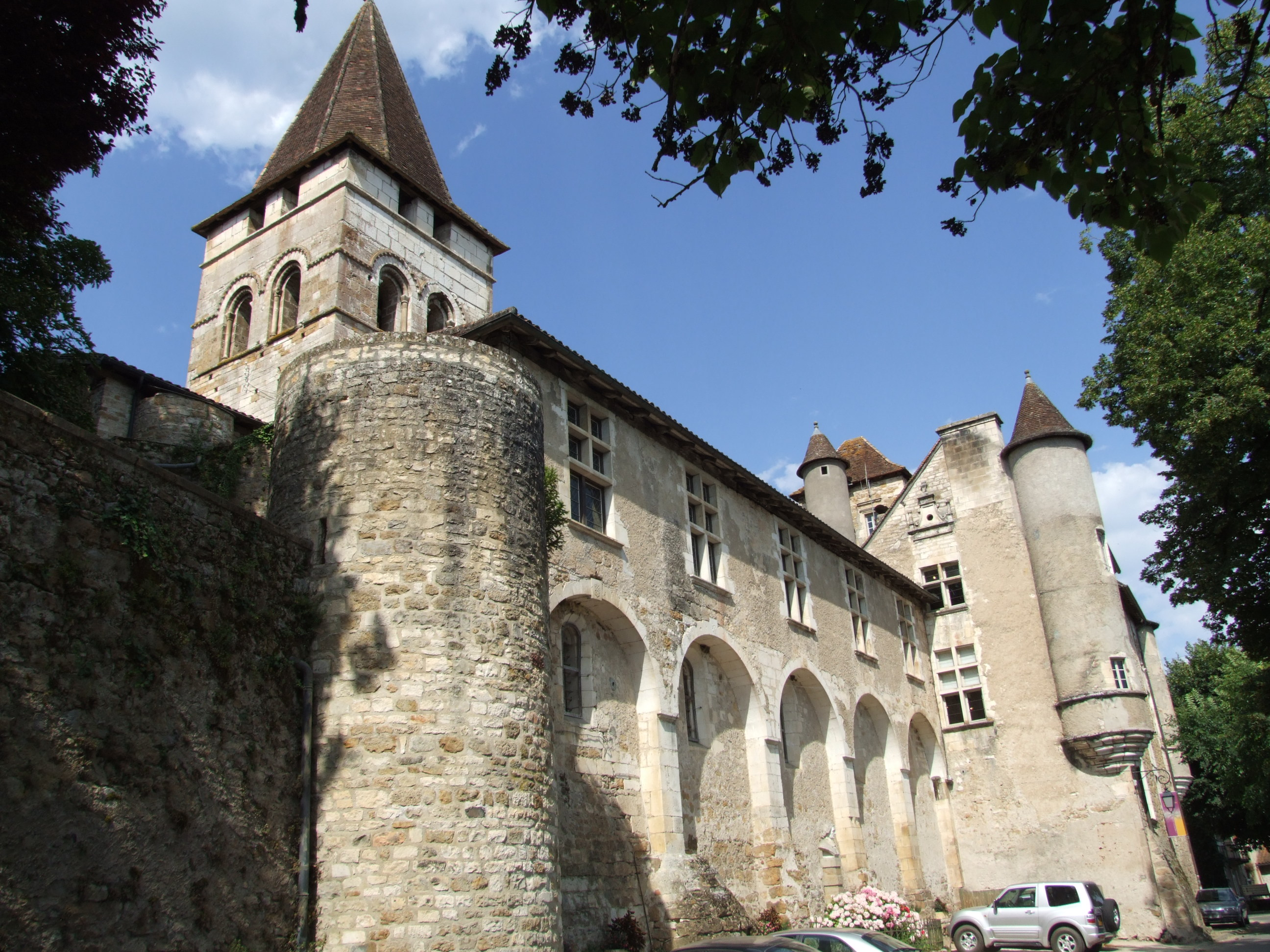
El castillo.

- Entierro de Cristo. Se trata de un conjunto de figuras esculpidas en piedra, de tamaño natural y que representan la escena del entierro de Cristo. El grupo está centrado por un Cristo yacente sobre una tela sostenida en los extremos por Nicodemo y José de Arimatea, que se encuentran de perfil. Al fondo, detrás del cuerpo de Cristo y de cara están los cinco personajes restantes: las Tres Marías con Juan Evangelista y la Virgen María; de izquierda a derecha: María Salomé, San Juan, la Virgen madre de Cristo, María (madre de santo Santiago el Menor) y María Magdalena. Esta valiosa pieza es del siglo XV y antes estaba situada en el interior de la iglesia.
- relieve con escenas de la Vida de Cristo. Una pieza con varios compartimentos con escenas de la vida y Pasión de Cristo. También es del siglo XV.

### Castillo de los Doyens
Este castillo-palacio  de los Doyens (Decanos), era la residencia de los decanos del priorato,construido en el siglo XVI, tiene una planta de 20 x 10 metros, construido en piedra, incluyendo, tres plantas. Una escalera de caracol que sirve para el acceso con toda la altura del edificio. Arriba, está la sala de ceremonias, la mejor conservada en la actualidad. Las vigas del techo del siglo XVII, están pintadas con ornamentaciones de pergaminos, flores, cestos y diversos temas mitológicos. Estuvo habitando en él desde 1681 hasta 1685 el famoso Francisco Salignac Lamothe, más conocido por François Fénelon, futuro arzobispo de Cambrai, que eligió este rincón de la tierra para escribir Les Aventures de Télémaque. 
El castillo ahora alberga el Área de Patrimonio del país de arte e historia del valle del río Dordoña. Tiene una exposición permanente de acceso abierto, que permite descubrir el patrimonio natural y arquitectónico de esta zona llamada «País de Arte e Historia» por el Ministerio de Cultura.